# Lijst van voorgestelde fusies van staten
Dit is een lijst van voorgestelde fusies van staten, inclusief huidige en historische voorstellen die afkomstig zijn van soevereine staten of organisaties. De hieronder vermelde entiteiten verschillen van separatistische bewegingen in die zin dat ze zich vormen als een fusie of unie van twee of meer bestaande staten, territoria, kolonies of andere regio's, waardoor ze een federatie, confederatie of een ander soort verenigde soevereine staat worden.

## Historisch
De lijst is niet compleet!
| Voorgestelde staat                        | Staten                                                                 | Periode | Succesvol? | Opmerking |
| ----------------------------------------- | ---------------------------------------------------------------------- | ------- | ---------- | --- |
| Republiek der Zeven Verenigde Nederlanden | Verenigde Nederlandse Staten Republiek der Zeven Verenigde Nederlanden | 1789    | Nee        | Tijdens de Brabantse Omwenteling stelde 'eerste minister' van de Verenigde Nederlandse Staten (ongeveer België), Hendrik van der Noot een vereniging voor tussen de jonge staat en het Noorden. Dit faalde maar zou later een invloed hebben gehad op de keuze van Willem I om de Lage Landen te verenigen onder het Verenigd Koninkrijk der Nederlanden. |
| Belgisch–Nederlandse Confederatie         | Nederland België                                                       | 1860    | Nee        | Belgisch Premier Charles Rogier stelde een personele unie voor tussen België en Nederland uit angst voor annexatie door Frankrijk. |
| Verenigde Republiek Cyprus                | Cyprus Turkse Republiek Noord-Cyprus Akrotiri en Dhekelia              | 2004    | Nee        | Op 24 april 2004 heeft op Cyprus een referendum plaatsgevonden. De twee gemeenschappen werd gevraagd of zij instemden met de vijfde herziening van het voorstel van de Verenigde Naties om het eiland te herenigen, dat sinds 1974 was verdeeld. Hoewel het werd goedgekeurd door 65% van de Turks-Cyprioten, werd het afgewezen door 76% van de Grieks-Cyprioten. |
| Peruaans-Boliviaanse Confederatie         | Bolivia Peru                                                           | 2011    | Nee        | President Ollanta Humala van Peru stelde de Boliviaanse president Evo Morales voor om de landen in een confederatie te herenigen. De kabinetten van de twee landen hebben gezamenlijke vergaderingen gehouden. |
| Roemenië                                  | Roemenië Moldavië                                                      | 2018    | Nee        | Eenmaking van Roemenië en Moldavië wordt sinds 1991 voorgesteld, ondersteund door een minderheid volgens peilingen, maar Moldavische premier Pavel Filip sloot hereniging met Roemenië uit, ondanks toenemende oproepen van Moldaviërs om eenwording. Eenmaking werd ondersteund door de Roemeense regering. |
| Verenigde Staten                          | Groenland Verenigde Staten                                             | 1867    |            | Het idee voor de Verenigde Staten om Groenland te kopen werd voor het eerst voorgesteld tijdens het bestuur van Andrew Johnson, toen in 1867 de staatssecretaris William H. Seward tevergeefs voorstelde Groenland en IJsland van het Deense koninkrijk te kopen. Een bod na de Tweede Wereldoorlog werd ook afgewezen door Denemarken. In 2018 en 2019 sprak Donald Trump met assistenten over het verwerven van het eiland, een voorstel dat werd bespot; Groenlandse en Deense functionarissen hebben de suggestie dat het eiland verkocht kon worden, krachtig afgewezen. |

## Huidig
| Voorgestelde staat              | Staten                                            | Eerst voorgesteld | Opmerking |
| ------------------------------- | ------------------------------------------------- | ----------------- | --- |
| Verenigd Ierland                | Ierland Noord-Ierland                             | 1921              | Sinds de verdeling van Ierland (1921) is een verenigd Ierland voorgesteld dat wordt ondersteund door de belangrijkste politieke partijen in de Republiek Ierland en door twee van de vier belangrijkste partijen in Noord-Ierland. |
| Verenigd Korea                  | Noord-Korea Zuid-Korea                            | 1953              | Koreaanse hereniging is een doel voor beide Koreas sinds de wapenstilstandsovereenkomst van 1953. De voorgestelde strategieën variëren echter tussen de twee Koreas, waarbij beide voorstellen om de eenwording te doen onder het ene sociopolitieke systeem, terwijl het andere wordt verlaten, vergelijkbaar met de Duitse hereniging. |
| Verenigd China                  | China Taiwan                                      | 1979              | Eenwording van de territoria van China en Taiwan is het nominale doel van beide regeringen, die beide opereren onder het One-China beleid. |
| Unie van Rusland en Wit-Rusland | Rusland Wit-Rusland                               | 1999              | Rusland en Wit-Rusland hebben een overeenkomst getekend om in 1999 de staat van de Unie te vormen, gericht op verdere diepgaande integratie, mogelijk tot de eenwording. |
| Oost-Afrikaanse Federatie       | Burundi Kenia Rwanda Oeganda Tanzania Zuid-Soedan | 2004              | Voorgestelde politieke unie tussen de zes lidstaten van de Oost-Afrikaanse Gemeenschap. Federatie werd voorgesteld in 2004, maar in 2016 werd besloten dat confederatie het doel op korte termijn zou zijn. Zuid-Soedan is niet zo geïntegreerd als de andere vijf leden, omdat het pas in 2011 onafhankelijk werd van Soedan.           |
| Verenigd Albanië                | Albanië Kosovo                                    | 2008              | Sinds de meerderheid van de etnisch-Albanese Kosovo in 2008 onafhankelijk werd, is de potentiële eenwording met Albanië een idee geworden, hoewel een groot deel van de internationale gemeenschap zich hiertegen verzet. |